# Control mental
El control mental es una técnica o un conjunto de técnicas encaminadas a la modificación de los procesos mentales de los individuos. Puede emplearse sobre la propia persona y también en personas ajenas con fines diversos: desde la superación del propio ser y sus habilidades mentales a través del dominio de la mente, pasando por la sanación de complejos o problemas mentales, hasta un uso perverso como la manipulación de otras mentes.
Se emplea en salud mental para el estudio de las reacciones en el pensamiento, el sentimiento y el comportamiento del ser humano. Las técnicas cuya eficacia está científicamente demostrada se aplican para el desarrollo de la mente en todas sus facetas. Realizado por el propio sujeto, puede emplearse para el autodominio de los pensamientos y consiguientemente las emociones generadas por ellos. Se emplean las técnicas de focalización mental en hipnoterapia para la sanación o mejoría del paciente. El estudio del control mental también ha interesado a la parapsicología y a multitud de religiones y sectas.
Se ha distinguido entre el concepto de control mental y el lavado de cerebro, considerando este último un fenómeno mucho más coercitivo y directo. En el lavado de cerebro la víctima dispondría de menos participación, con un sometimiento más involuntario. En cambio, el control mental sería mucho más sutil, sin abuso físico o amenazas directas, con mayor presencia de la manipulación y el engaño.

## Usos negativos: manipulación
El control mental es una técnica variada o un conjunto de técnicas que pueden servir para suprimir la personalidad del individuo, controlando y anulando su libre albedrío, para hacerlo dependiente de lo dictado por otra persona u organización. Pese a que puede realizarlo cualquier colectivo, son las sectas las que más profusamente lo emplean, especialmente las sectas destructivas.[cita requerida]
Existe una técnica muy popular y calificada en algunos ámbitos como pseudocientifica o religiosa, el "Método Silva de Control Mental", desarrollada y perfeccionada por José Silva a lo largo de su vida durante el siglo XX, que promulga que su objetivo fundamental es la mejoría en la concentración, la imaginación, la creatividad y la autoestima, y por extensión, mejoría de la vida del sujeto en su conjunto.[cita requerida]

## Antecedentes del control mental
El deseo de controlar totalmente a las personas es muy antiguo, y las dictaduras, los regímenes autoritarios y las monarquías despóticas siempre han tratado de que sus ciudadanos o súbditos tengan las mismas ideas y actitudes, especialmente hacia sus dirigentes. Para este fin, se ha utilizado desde hace mucho tiempo la propaganda y la represión de cabecillas u organizaciones que piensen diferente. Pero estas acciones no pueden acabar con las ideas nuevas en la totalidad de la población, pese a que sí consiguen evitar, al menos por un tiempo, que se manifiesten abiertamente.
Para lograr acabar con las ideas de algunas personas concretas se ha recurrido a la tortura, que en muchas ocasiones se limitaba a extraer confesiones (fuesen veraces o no), como en el caso de la Inquisición; pero distintas organizaciones represoras, como la Checa de la Revolución rusa, descubrieron que aplicando técnicas desorientadoras, frío, mala alimentación y presión constante podían implantar la idea que quisieran para que después las personas declararan esa idea implantada ante jueces y tribunales, por ejemplo. En esto, los soviéticos se convirtieron en auténticos expertos e incluso fue denunciado por Amnistía Internacional en informes sobre la utilización de la medicina para la tortura entre otros, así como en una publicación específica sobre la medicina en la URSS. A todas estas técnicas se las suele englobar dentro del término lavado de cerebro.
El problema del lavado de cerebro estribaba en que, cuando cesaba la violencia, el miedo o la presencia de la persona que amenaza, las ideas implantadas también desaparecían y eran sustituidas con rapidez por las ideas iniciales.
Por tanto, desde el mismo momento en que comenzó la tortura como método de represión, se percibió la poca vigencia de esta técnica y la necesidad de conseguir otras más persistentes en el tiempo. Por otra parte, la tortura produce graves secuelas psicológicas en el torturador, empezando por el rechazo social que sufrían los verdugos (funcionarios del Estado encargados de ejecutar, pero también de torturar) y siguiendo por todo tipo de miedos, remordimientos y depresiones por tener que infligir dolor y sufrimiento a personas contra las que en el fondo nada tiene en contra. Existen muy pocos informes sobre el entrenamiento de torturadores, por ser un auténtico secreto de Estado; pero Amnistía Internacional sí tuvo acceso a uno realizado por la dictadura griega en la que se veía que, para mantener un cuerpo de torturadores estable, era necesario buscar gente del medio rural que no deseara llevar esa vida, asegurarles trabajo en ciudades, ofrecerles grandes sueldos y reforzarles constantemente la importancia de su misión para la patria (no para el régimen que sea), el peligro que corren si dejan de torturar y la maldad de las personas que deben torturar. Pese a todo, en actos como la Comisión para la Verdad y la Reconciliación de Sudáfrica, se comprobó que muchos torturadores estaban profundamente arrepentidos y dolidos por sus acciones.[cita requerida]
Estos ejemplos muestran que el lavado de cerebro no está al alcance de todas las organizaciones y cuesta muchos esfuerzos mantenerlo.[cita requerida]

## Técnicas de control mental
Las técnicas de control mental no tienen por qué salir de investigaciones meticulosas y científicas, pese a que tales investigaciones puedan existir, más bien son fruto de la experiencia de personas u organizaciones que han llegado a perfeccionarlas por medio del ensayo y el error.
Asimismo, son muy empleadas por organizaciones dictatoriales como las sectas. Pilar Salarrullana hace una recopilación de ellas:
- Aislamiento del núcleo familiar y social. Pese a no ser la primera en aplicarse es una de las más importantes. Consiste en ir apartando a la persona captada de su familia, sus amigos e incluso de cualquier relación con el mundo exterior a la secta o entorno que lo desea captar. Tanto es así que muchas sectas, especialmente las más destructivas, cuentan con granjas, albergues y casas particulares donde reúnen a sus fieles.
- Agotamiento físico. Se trata de llevar a los captados hasta casi el límite de sus fuerzas físicas para dificultar el pensamiento racional porque, según Pilar Salarrullana, la inteligencia de cada uno no se puede aumentar ni disminuir, razón por la cual lo que tratan las técnicas de control mental es dificultar el uso de la inteligencia individual.
- Cambio de dieta por otra escasa de proteínas. Para reducir la fuerza del cuerpo y con ella la capacidad de utilizar la inteligencia un cambio de dieta ayuda. Esto puede provocar trastornos o pérdida de la menstruación de las mujeres e disfunción eréctil en los hombres.
- Sesiones periódicas de cánticos, recitación de consignas, mantras... llegando en ocasiones a caer dormidos por el sueño, lo que incluso ayuda porque las frases se siguen oyendo, pero la persona no recuerda dónde las escuchó y quién las dijo, por lo que puede llegar a pensarse que son ideas propias, a las que siempre se las tiene gran afecto.
- Charlas de líder de la organización y sus acólitos sobre las bondades de la organización, los riesgos de salirse y especialmente los desprecios a quienes critican o muestran actitudes díscolas.
- Realización de agradables recibimientos, acogidas y atención a quienes llegan por primera vez o aún no cuentan con mucha experiencia. Técnica que aumenta el placer de ser parte del grupo y al mismo tiempo la dependencia de ese presunto afecto y estima. Estas recepciones deben hacerse a cada persona en solitario, si esta fuese acompañada por un amigo, por ejemplo, los esfuerzos deben encaminarse a separarlos.
- Utilización de drogas para anular la voluntad.
- Realización de pequeños test psicológicos para adecuar las técnicas de captación a cada persona. Un ejemplo es el experimentado por Steven Hassan en la secta Moon donde les pedían dibujar un camino, una casa y un árbol.[6]

## Consecuencias del control mental
La principal consecuencia de un proceso de control mental exitoso es la implantación de la personalidad deseada sobre la anterior, pero la personalidad inicial nunca es destruida y terminará por imponerse si se dan las condiciones adecuadas. Pero es difícil desprogramar a personas que no tiene una personalidad anterior que recuperar, porque no existiera todavía, como en los niños, o porque en un lapso de tiempo largo, ha sido totalmente olvidada.
Además de esta, se producen otros efectos en la persona, bien por el control mental o por los métodos para conseguirlo. La ONG española Pro-Juventud cita los siguientes:

### Sociales
- Falta o reducción de la capacidad para relacionarse con los demás, especialmente si son extraños a la secta.
- Anulación de las relaciones con la familia y pérdida de amigos.
- Consecuencias laborales, como relegación en el puesto de trabajo o despido, por la pérdida de competitividad a causa del cansancio.
- Cambio de residencia.

### Físicas
Dependen completamente del tipo de control mental ejercido. Pero generalmente son fatiga muscular y desgarros.

### Psicológicas
- Cambios inesperados entre la euforia y la depresión.
- Incapacidad de mantener relaciones afectivas con personas extrañas al entorno donde es controlado.
- Esclavitud involuntaria al perder la capacidad de decisión.
- Disminución del sentido del humor, del vocabulario y la capacidad intelectual en general, pero no de la inteligencia.
- Razonamiento escaso o nulo.
- Tendencia neurótica, psicótica o suicida.
- Pérdida de identidad, desdoblamiento de la personalidad, pánico, alucinaciones.[cita requerida]

## La desprogramación
Se conoce como desprogramación al proceso de liberar a alguien del control mental al que ha sido sometido. Puesto que el control es una técnica larga y compleja también lo es la desprogramación, por esa razón existen profesionales versados en la materia.[cita requerida]

### Circunstancias
Para lograr la desprogramación, especialmente del control más destructivo, es necesaria la concurrencia de varias circunstancias:
- Separación del grupo controlador.
- Descanso físico.
- Alimentación adecuada.
- Perseverancia.

### Técnicas
Una vez reunidas las circunstancias anteriores, expertos en el tema como Steven Hassan siguen una serie de técnicas desprogramadoras:
1. Establecer relaciones de mutua confianza.
2. Comunicarse con la persona para conocer su situación (¿desea seguir?, ¿siente dudas sobre la bondad de los que le han controlado?, ¿está desencantado pero temeroso?...).
3. Desarrollar modelos de identidad: cómo era la persona antes de entrar, como es el modelo de personalidad impuesto por el control mental y cual es la personalidad que adopta dentro de la estructura controladora (iniciado, con algo de responsabilidad, controlador...).
4. Poner a las personas en contacto con la identidad original, por eso es tan difícil desprogramar a niños que no tiene una personalidad anterior que recuperar.[7]
5. Conseguir cambiar la perspectiva desde la que mira el controlado (la que le impuso el grupo controlador).
6. Interrumpir el autoengaño que sistemáticamente se ha enseñado a la persona controlada que haga cuando siente dudas sobre lo que le han enseñado.
7. Terminar con las fobias que han implantado a la persona para que no abandone el grupo y mostrarle el bienestar que se puede obtener fuera del grupo.
8. Explicar a la persona controlada las características del control mental que ha sufrido.